# Echols County
Das Echols County ist ein County im Bundesstaat Georgia der Vereinigten Staaten. Verwaltungssitz (County Seat) ist Statenville, benannt nach Captain James W. Staten, der das erste Geschäft hier eröffnete.

## Geographie
Das County liegt im äußersten Südsüdosten von Georgia und grenzt im Süden an die Nordgrenze Floridas. Es hat eine Fläche von 1090 Quadratkilometern, wovon 43 Quadratkilometer Wasseroberfläche sind und grenzt im Uhrzeigersinn an folgende Countys: Clinch County, Lowndes County und Lanier County.
Das County ist Teil der Metropolregion Valdosta.

## Geschichte
Echols County wurde am 13. Dezember 1858 aus Teilen des Clinch County und des Lowndes County gebildet. Benannt wurde es nach Robert Milner Echols, einem Mitglied der Generalversammlung und Senatspräsident. Er starb im Rang eines Brigade-Generals während des amerikanisch-mexikanischen Krieges.

## Demografische Daten

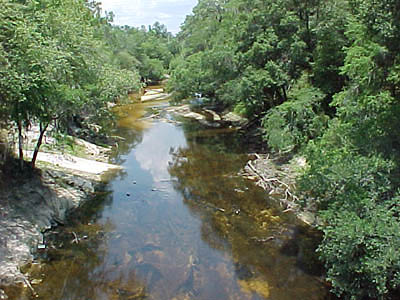
Der Alapaha River bei Statenville während einer Trockenperiode 2000

Laut der Volkszählung von 2010 verteilten sich die damaligen 4034 Einwohner auf 1329 bewohnte Haushalte, was einen Schnitt von 3,04 Personen pro Haushalt ergibt. Insgesamt bestehen 1558 Haushalte.
77,4 % der Haushalte waren Familienhaushalte (bestehend aus verheirateten Paaren mit oder ohne Nachkommen bzw. einem Elternteil mit Nachkomme) mit einer durchschnittlichen Größe von 3,33 Personen. In 43,6 % aller Haushalte lebten Kinder unter 18 Jahren sowie in 22,6 % aller Haushalte Personen mit mindestens 65 Jahren.
32,0 % der Bevölkerung waren jünger als 20 Jahre, 30,5 % waren 20 bis 39 Jahre alt, 23,5 % waren 40 bis 59 Jahre alt und 14,0 % waren mindestens 60 Jahre alt. Das mittlere Alter betrug 31 Jahre. 50,6 % der Bevölkerung waren männlich und 49,4 % weiblich.
74,9 % der Bevölkerung bezeichneten sich als Weiße, 4,2 % als Afroamerikaner, 1,8 % als Indianer und 0,3 % als Asian Americans. 15,8 % gaben die Angehörigkeit zu einer anderen Ethnie und 2,8 % zu mehreren Ethnien an. 29,3 % der Bevölkerung bestand aus Hispanics oder Latinos.
Das durchschnittliche Jahreseinkommen pro Haushalt lag bei 32.667 USD, dabei lebten 30,1 % der Bevölkerung unter der Armutsgrenze.

## Kultur und Sehenswürdigkeiten

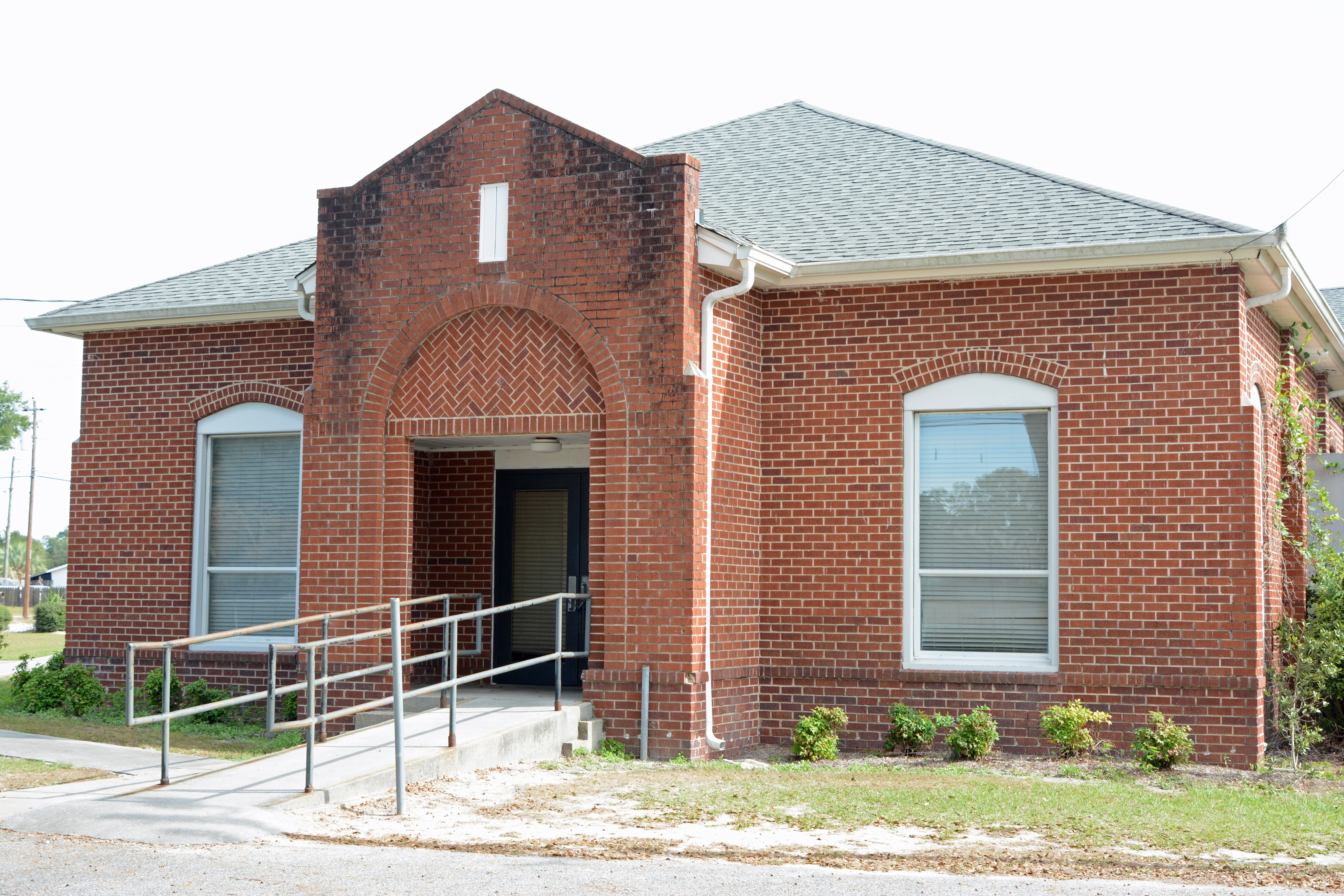
Statenville Consolidated School (2015). Diese Schule wurde 1931 erbaut und 1938/39 erweitert. Im Juni 1988 wurde das Bauwerk als erstes Objekt im Echols County in das NRHP aufgenommen. Zu diesem Zeitpunkt war das Auditorium der Schule der größte Versammlungsraum im County.

Ein Bauwerk und ein „historischer Bezirk“ (Historic District) im Echols County sind im National Register of Historic Places („Nationales Verzeichnis historischer Orte“; NRHP) eingetragen (Stand 3. Oktober 2023), die Corbett Farm und die Statenville Consolidated School.

## Orte im Echols County
Orte im Echols County mit Einwohnerzahlen der Volkszählung von 2010:
Census-designated place:
- Statenville (County Seat) – 1040 Einwohner